# HFC EDO in het seizoen 1968/69
Het seizoen 1968/1969 was het 15e jaar in het bestaan van de Haarlemse betaaldvoetbalclub EDO. De club kwam uit in de Tweede divisie en eindigde daarin op de 13e plaats. Tevens deed de club mee aan het toernooi om de KNVB beker, hierin werd in de eerste ronde verloren van Go Ahead (0–3).

## Wedstrijdstatistieken

### Tweede divisie
|       | AGOVV | Baronie | SC Drente | Excelsior | Fortuna | Gooiland | De Graafschap | Heerenveen | Hermes DVS | Limburgia | NOAD  | PEC   | Roda JC | Velox | FC VVV | ZFC   | Zwolsche Boys |
| ----- | ----- | ------- | --------- | --------- | ------- | -------- | ------------- | ---------- | ---------- | --------- | ----- | ----- | ------- | ----- | ------ | ----- | ------------- |
| Thuis | 3 – 1 | 2 – 0   | 3 – 1     | 1 – 1     | 0 – 0   | 0 – 0    | 1 – 1         | 0 – 0      | 1 – 3      | 1 – 1     | 2 – 2 | 4 – 2 | 4 – 0   | 1 – 2 | 0 – 1  | 2 – 1 | 3 – 0         |
| Uit   | 2 – 1 | 3 – 1   | 6 – 0     | 3 – 0     | 2 – 1   | 3 – 0    | 1 – 0         | 2 – 3      | 5 – 1      | 2 – 0     | 1 – 1 | 0 – 4 | 0 – 1   | 2 – 0 | 1 – 0  | 1 – 2 | 1 – 0         |

### KNVB beker
| 1e ronde                                           | EDO | 0 – 3 (0 – 2) | Go Ahead                                    |
| 15 september 1968 Plaats: Haarlem Noordersportpark |     |               | 24' Gerrit Niehaus 40', 88' Wietse Veenstra |

## Statistieken EDO 1968/1969

### Eindstand EDO in de Nederlandse Tweede divisie 1968 / 1969
| Stand | Gespeeld | Gewonnen | Gelijk | Verloren | Punten | Doelpunten voor | Doelpunten tegen |
| ----- | -------- | -------- | ------ | -------- | ------ | --------------- | ---------------- |
| 13e   | 34       | 11       | 8      | 15       | 30     | 43              | 51               |

### Topscorers
| #                | Naam                   | Goal |
| ---------------- | ---------------------- | ---- |
| 1.               | Rob Bosdijk            | 25   |
| 2.               | Chris Hendriks         | 4    |
| 2.               | Bert Slisser           | 4    |
| 4.               | Theo Blum              | 2    |
| 4.               | Ferry Kock             | 2    |
| 4.               | Joop Koene             | 2    |
| 4.               | Theo Nijssen           | 2    |
| 8.               | Cor Koene              | 1    |
| Eigen doelpunten |                        |      |
| 1.               | Sjef Engelen (Roda JC) | 1    |
| Totaal           | Totaal                 | 43   |

| #      | Naam        | Goal |
| ------ | ----------- | ---- |
| –      | Geen speler | 0    |
| Totaal | Totaal      | 0    |

## Voetnoten
AGOVV · Baronie · SC Drente · EDO · Excelsior · Fortuna · Gooiland · De Graafschap · Heerenveen · Hermes DVS · Limburgia · NOAD · PEC · Roda JC · Velox · FC VVV · ZFC · Zwolsche Boys